# 제11회 미쟝센 단편 영화제
제11회 미쟝센 단편 영화제는 2012년 6월 28일에 열린 시상식이다.

## 수상 및 후보

### 대상
- 숲 - 엄태화 수상

### 비정성시 최우수작품상
- 마취 - 김석영 수상

### 사랑에관한짧은필름 최우수작품상
- 꽃은 시드는 게 아니라... - 오태헌 수상

### 절대악몽 최우수작품상
- 숲 - 엄태화 수상

### 희극지왕 최우수작품상
- 이기는 기분 - 한승훈 수상

### 4만번의구타 최우수작품상
- 나의 싸움 - 김도경 수상

### 심사위원특별상
- Keep quiet - 홍석재 수상
- 독개구리 - 고정욱 수상

### 심사위원 특별상 연기부문
- 민호가 착하니 천하무적 - 황하나 수상
- 민호가 착하니 천하무적 - 정성욱 수상
- 민호가 착하니 천하무적 - 이사라 수상
- 민호가 착하니 천하무적 - 이가영 수상
- 민호가 착하니 천하무적 - 우서현 수상
- 민호가 착하니 천하무적 - 안수정 수상
- 민호가 착하니 천하무적 - 민호열 수상

### I love Shorts! 관객상
- Keep quiet - 홍석재 수상

### 베스트 오브 무빙 셀프 포트레이트
- 꽃은 시드는 게 아니라... - 오태헌 수상
- 나의 오른쪽, 당신의 왼쪽 - 이주영 수상

### 올레 온라인 관객상
- 마취 - 김석영 수상

### 비정성시 부문
- 갑과 을 - 김진황
- 그녀 - 문성혁
- 꾼 - 황현진
- 낙원 - 정민영 외1명
- 누가 공정화를 죽였나? - 한지혜
- 마취 - 김석영
- 블리치 - 정규형
- 배드신 - 전고운
- 소녀이야기 - 김준기
- 애드벌룬 - 이우정
- 야간비행 - 손태겸
- 열일곱, 그리고 여름 - 조슬예
- 열정의 기준 - 조한아
- 인투 포커스 - 조영준
- 청이 - 김정인
- 희망버스 러브스토리 - 박성미
- Keep Quiet - 홍석재

### 사랑에 관한 짧은 필름 부문
- 과월 사랑세 납부고지서 - 홍석재
- 꽃은 시드는 게 아니라... - 오태헌
- 나의 오른쪽, 당신의 왼쪽 - 이주영
- 마크의 페스티벌 - 장유진
- 연애놀이 - 정유미
- 영아 - 최아름
- 밤벌레 - 김태용
- 밥, 상 - 정동락
- 진통제 - 함아라
- 첫눈 - 김성환
- 축가 - 이해인
- 피크닉 - 고정현
- 에튀드, 솔로 - 유대얼

### 희극지왕 부문
- 겨울잠 - 이진우
- 관계물리학 - 이민섭
- 로맨스를 원해 - 최성은
- 알레그로 - 주윤철
- 오목어 - 김진만
- 이기는 기분 - 한승훈
- 임팩트 - 최재혁
- 픽토그램 인사이드 - 조주상
- 환상의 콤비 - 전병덕
- 듀오 - 유대얼

### 절대악몽 부문
- 관점 - 황보새별
- 광견 - 신재연
- 귀류 - 천승훈
- 그림자 괴물 - 박혜미
- 녹색물질 - 권오광
- 도깨비숲 - 유후용
- 마법을 쓰지 않는 마법사 - 김일현
- 부두인형 사용 설명서 - 박경돈
- 숲 - 엄태화
- 지하철 순환선 - 김경진

### 4만번의 구타 부문
- 가정방문 - 김도영
- 나의싸움 - 김도경
- 독개구리 - 고정욱
- 메이킹필름 - 최원경
- 민호가 착하니 천하무적 - 정재웅
- 붉은 손 - 신지현
- 어떤 약속 - 필감성
- 열애 - 김병훈
- 쥐덫 - 이창석
- 판도라 - 허명행

### 국내초청
- 기린과 아프리카 - 김민숙
- 물리수업 - 이정행
- 사십구일째 날 - 강진아
- 백년해로외전 - 강진아
- 핫썸머 바캉스 - 오창민
- 나를 믿어줘 - 김진영
- 졸업여행 - 박선주
- 오래된 밤 - 김지혜
- 기후변화 - 김혜지
- 오하이오 삿포로 - 김성준
- 도시 - 김영근
- 서울사는 고양이 - 수경
- 달뜨는도시 - 이보영
- 푸른 사막 - 이지원
- 호곡동 블루스 - 허만재
- 봄이니까 - 박생기
- 바바와 치치 “마옹~” - 최민지
- 숙녀들의 하룻밤 - 한병아
- 공공예절 - 박한재
- 오 마이 갓 - 주윤철
- 찰나에서 온 묘로 - 양선우

### 전년도 수상작
- 도시 - 김영근
- 운전수업 - 최재영
- 하루 - 한재빈
- 개 - 홍성원
- 복무태만 - 김태용
- 고스트 - 이정진
- 술술 - 김한결
- 가족오락관 - 김용삼
- 그녀는 위대하지 않다: 지혜우화 - 최봉준
- 리코더 시험 - 김보라
- 약속 - 양현아
- 부서진 밤 - 양효주
- 구천리 마을잔치 - 강진아
- 소굴 - 이창희